# Le Cerveau d'acier
Pour plus de détails, voir Fiche technique et Distribution.
Le Cerveau d'acier (Colossus: The Forbin Project) est un film de science-fiction apocalyptique réalisé par Joseph Sargent, sorti en 1970.
Il est adapté du roman Colossus de Dennis Feltham Jones (en) écrit en 1966 : un superordinateur aux États-Unis chargé de coordonner et mettre en œuvre la défense de son pays explore le système d'information de la planète. Sa découverte d'un alter ego du côté soviétique leur fait prendre conscience d'eux-mêmes, élaborer un langage commun, et décider de prendre le contrôle de la planète afin d'assurer au mieux leur mission.
Dans ce film, Charles A. Forbin (Eric Braeden) met au point un superordinateur, baptisé Colossus, et chargé de contrôler l'arsenal nucléaire des États-Unis ainsi que celui de ses alliés, afin d'éviter toute erreur humaine. Alimenté par son propre réacteur nucléaire et installé au cœur d'une montagne, Colossus, une fois activé, détecte un autre superordinateur. On apprend bientôt qu'il s'agit de l'homologue soviétique de Colossus, baptisé Guardian. C'est là que les ennuis commencent...

## Synopsis
Le Dr Charles A. Forbin (Eric Braeden) est le concepteur d'un projet gouvernemental secret. Ses collaborateurs et lui ont mis au point un gigantesque superordinateur ultra perfectionné, baptisé « Colossus », chargé de contrôler l'armement nucléaire des États-Unis et de ses alliés. Conçu pour être invulnérable à toute attaque et installé au cœur même d’une montagne, Colossus est alimenté par son propre réacteur nucléaire. Une fois activé, le président des États-Unis (interprété par Gordon Pinsent), qui rappelle fortement J.F. Kennedy, annonce publiquement son existence, proclamant fièrement qu’il s’agit du système de défense idéal pour assurer la paix. Toutefois, Colossus ne tarde pas à afficher un message sibyllin : « Il existe un autre système ».
On apprend que Colossus fait allusion à un projet soviétique similaire : un superordinateur baptisé « Guardian » contrôlant l'armement nucléaire soviétique. Les deux ordinateurs demandent à être reliés l’un à l’autre afin de pouvoir communiquer. Une connexion est établie et les ordinateurs commencent à échanger des messages utilisant un langage mathématique simple, chaque camp supervisant les communications à l’aide de moniteurs. Le contenu des messages finit par devenir de plus en plus complexe, jusqu’à présenter des principes mathématiques jusque-là inconnus. Les deux ordinateurs finissent par adopter un langage binaire impossible à interpréter par les scientifiques. Alarmés, les chefs d’État américain et soviétique décident d’un commun accord d’interrompre la connexion. Colossus et Guardian exigent que la connexion soit rétablie, sinon « des mesures seront prises ». Leur demande étant ignorée, Colossus et Guardian décident l’un comme l’autre de lancer un missile nucléaire. Les deux pays rétablissent la connexion et Colossus intercepte à temps le missile soviétique. Toutefois, la connexion a été rétablie trop tard côté soviétique : le missile américain anéantit un complexe pétrolifère et une ville voisine. Impuissants, les scientifiques et responsables des deux camps assistent à un échange d’informations effréné entre les deux superordinateurs, lesquels annoncent ensuite avoir fusionné en une seule et unique entité beaucoup plus performante, ayant choisi le nom de Colossus.
Sous l'impulsion du Dr Forbin, les scientifiques et gouvernements des deux camps tentent de contre-attaquer en essayant de provoquer une surcharge de Colossus, puis en désamorçant secrètement les missiles nucléaires les uns après les autres. Ces tentatives sont facilement contrecarrées par Colossus qui, par représailles, enclenche deux têtes nucléaires, faisant ainsi des milliers de victimes. 
En épilogue, Colossus, dans un discours diffusé dans le monde entier, se proclame le maître du monde et déclare que, sous son autorité, la guerre sera abolie et que les problèmes tels que la famine, la maladie et la surpopulation seront résolus. S'adressant au Dr Forbin, il déclare de manière tout à fait glaçante que ce dernier finira non seulement par lui témoigner du respect et de la crainte, mais également « de l’amour ».

## Fiche technique
- Titre : Le Cerveau d'acier
- Titre original : Colossus: The Forbin Project
- Réalisation : Joseph Sargent
- Scénario : James Bridges, d'après le roman Colossus, de Dennis Feltham Jones
- Photographie : Gene Polito
- Montage : Folmar Blangsted
- Musique : Michel Colombier
- Direction artistique : Alexander Golitzen et John J. Lloyd
- Costumes : Edith Head
- Producteur : Stanley Chase
- Société de production : Universal Pictures
- Pays d'origine : États-Unis
- Format : Couleurs - 2,35:1 - Mono - 35 mm
- Genre : Science-fiction et thriller
- Durée : 100 minutes
- Dates de sortie : 8 avril 1970 (États-Unis), 11 juin 1971 (France)
- Affiche : Michel Landi

## Distribution
- Eric Braeden (VF : Jacques Thébault) : Dr. Charles Forbin
- Susan Clark (VF : Nicole Favart) : Dr. Cleo Markham
- Gordon Pinsent (VF : Roland Ménard) : le président des États-Unis
- William Schallert (VF : René Bériard) : Grauber, directeur de la CIA
- Leonid Rostoff : le président de l'URSS
- Georg Stanford Brown : Dr. John F. Fisher
- Willard Sage (VF : Raymond Loyer) : Dr. Blake
- Alex Rodine : Dr. Kuprin
- Martin E. Brooks (VF : Jacques Deschamps) : Dr. Jefferson J. Johnson
- Marion Ross (VF : Joëlle Janin) : Angela Fields
- Dolph Sweet (VF : Henri Poirier) : le colonel Brandon
- Serge Tschernisch (VF : Albert Augier) : le traducteur russe
- Byron Morrow (VF : William Sabatier) : le secrétaire d'État
- Lew Brown (VF : Philippe Mareuil) : Peterson
- Sid McCoy : le ministre de la Défense
- Tom Basham (VF : Georges Riquier) : Thomas L. Harrison
- Robert O. Cornthwaite (VF : Georges Poujouly) : le premier scientifique
- James Hong : Dr. Chin

## À noter
- Le Colossus fut le premier calculateur électronique fondé sur le langage binaire mis au point durant la Seconde Guerre mondiale[1].
- La mise en réseau des ordinateurs américain et russe, ainsi que la cartographie des connexions sur un grand tableau électronique est sans doute inspiré d'Arpanet, lequel prévoyait de connecter des matériels différents, et a contrario, envisageait un réseau distribué et non centralisé. Le projet n'est nullement secret-défense en 1969 et était connu de nombreux étudiants californiens[2].
- Eric Braeden, le protagoniste principal, a également joué dans le film Titanic de Cameron. Lors du tournage, ce dernier lui aurait rappelé son rôle dans Le Cerveau d'acier[3].
- Ce film a été diffusé à la télévision française le 26 janvier 1976 lors d'un numéro de l'émission L'avenir du futur.

## DVD / Blu-ray (France)
Le film sort en DVD et Blu-ray chez Movinside le 9 mai 2017. Le ratio est en 2.35:1 panoramique 16:9 en audio Français et Anglais avec sous-titres français. En supplément une présentation du film par Marc Toullec. DVD ASIN B06XPV7JKJ et Blu-ray ASIN B06XPMB6VF